# Канарски пас
Канарски пас, Канарска дога или Дого канарио (шп. Dogo Canario) је чуварски и сточарски пас. Долази са острва Тенерифе и Гран Канарија са Канарска Острва. Настао је као резултат укрштања локалних раса Махореро и Молос. Првобитно је гајен као свестрани пас за рад на фарми, који се користи као сточар и заштитник имовине.

## Изглед
Пас има изглед великог пса, али не и агресивног. Одликује га балансирано понашање и самопоуздање. Боја канарског пса је сива и браон. Боје могу бити са малим белим ознакама на грудима, на прстима у било којој боји..
Молосијски пас је средње величине, добро избалансиран, са црном маском. Дужина тела превазилази висину гребена. Код женки, ова карактеристика је израженија, и имају дуже тело.
Глава је масивна, кратка, прекривена слободно висећом кожом. Облик подсећа на незнатно издужену коцку. Проценат лобање-лобање је 60% - 40%. Ширина лобање је 3/5 укупне дужине главе. Лобања је благо испупчена. Цилиарни лук је врло добро дефинисан. Њушка је краћа од лобање. Обично 40% целокупне главе. Ширина - 2/3 лобање. Има широку основу и благо се смањује на нос. Назална линија - равна, равни профил, без избочина. Нос је широк, пигментисан у црном. Предња страна је мало иза предњег дела усана. Ноздрве су велике, пружају добро дисање. Горња усна виси, али не много, а када се гледа са предње стране, на месту контакта формира обрнуто слово «В». Унутрашњи део усана је таман. Мала истакнута вилица је дозвољена. Зуби су широки, са јаком базом, са великим кутњацима, малим секутићима и добро развијеним и добро постављеним осталим зубима. Очи нешто овалне, у распону величине од средњих до великих, одмакнуте довољно, са малом екстензијом, ни дубоко-усађене, нити буљаве. Боја очију варира од умерено до тамнобраон у зависности од боје длаке. Никад нису светле. Уши средње величине, са кратком и фином длаком, слободно висе са обе стране главе. Ако их саберете, они узимају облик "латице". База је у тачки изнад линије ока.
Врат је нешто краћи од укупне дужине главе. У доњем делу виси опуштена кожа, која промовише формирање мале суспензије. Врат је јак, раван, цилиндричан и врло мишићав. Тело је са правом контуром, широко, снажно, дужина је 18-20% већа од висине гребена, ова карактеристика је јасније изражена код женки. Бокови нису јако изражени. Задња линија је равна, без изобличења, добро развијени, али са не баш видљивом мускулатуром. Груди су веома широке, пекторални мишићи су добро изражени. Ширина би требало да достигне минимум на нивоу рамена, како у профилу тако и испред. Торнични периметар је обично једнак висини гребена плус 45%. Линија абдомена је благо избочена, никада не падне. Реп је густ и не пада испод подножја. Након побуде подиже се као сабља, без увијања и савијања према леђима. У мирном стању, на крају виси благо савијен.
Предње ноге добро дефинисане и савршено састављене, право са великим костима и добро развијеним мишићима. Рамена са десним нагибом. Колени зглобови не би требало да се повежу са трупом или да гледају напоље. Удаљеност од колена до тла је обично 50% од укупне висине код мужјака, ово растојање је нешто мањи него код женки. Задње ноге су веома масивне и благо закривљене. Доњи део предњих шапи са заобљеним прстима, који се не налазе ближе једна другој. Јастуци добро развијени и црни. Нокти су тамни, бели - нису пожељна, мада се могу појавити у складу са бојом длаке.
Задње ноге равне и паралелне, без одступања. Кук је издужен и мишићав. Угаона кривина није изражена, али се може појавити.

## Историја
Раса је настала на Канарским острвима, у 18. веку, посебно се среће на Великим Канарима.
Порекло није познато, али се верује верују да је Перо Де Бардино Мајореро, пас са фарми на Канарским острвима, укрштан са мастифом и другим енглеским псима које су на острву донели посетиоци и насељеници, стварајући основе за модерног Канарског пса.
Врсте стражарских паса спомињу се у историјским документима из 16. и 17. века. Веровало је да је Перо де Преса Канарио створен током 18. века ради очувања имовине и стада, као и за чување и држање стоке. Раса је такође коришћена за борбе паса, а то је традиција коју су енглески имигранти посејали свуда са својим расама Мастифа и Булдога. 

## Темперамент
Доге су јаког карактера и веома доминантне животиње, захтевају рану социјализацију и обуку послушности. У неким ситуацијама, пас може бити агресиван према другим псима и сумњивим странцима.
Када је пас правилно социјализиран и добро одржаван, ово постаје изузетак, а не правило. Многи од њих живе заједно са децом, другим псима, мачкама, коњима и другим животињама.
Према темпераменту, Канарски пас може бити изазов за обуку. Они захтевају строгог власника који је вољан и способан да изађе у сусрет изазовима младог, доминантног пса. Не препоручује се за почетнике, онима којима би то био први пас.
Просечан животни век ових паса траје од 8 до 12 година.